# 勒戈西耶
勒戈西耶（法語：Le Gosier，法語發音：[lə ɡozje]）是法国海外省瓜德罗普的一个市镇，属于皮特尔角城区。

## 地理
勒戈西耶（16°12'20"N, 61°29'31"W）面积45.2 平方千米，位于法国海外省瓜德罗普。
与勒戈西耶接壤的市镇（或旧市镇、城区）包括：莱萨比姆、皮特尔角城、圣安娜。
勒戈西耶的时区为UTC−04:00（大西洋时区）。

## 行政
勒戈西耶的邮政编码为97190，INSEE市镇编码为97113。

## 政治
勒戈西耶所属的省级选区为勒戈西耶县、莱萨比姆第三县。

## 人口

1962-2008年间勒戈西耶人口变化图示

勒戈西耶于2022年1月1日时的人口数量为27205人。